# Johann Christoph Heinrich von Seydewitz

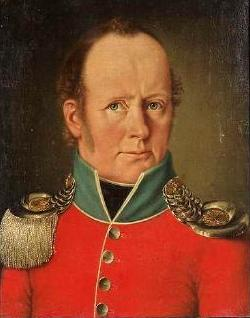
Johann Christoph Heinrich von Seydewitz, 1822

Johann Christoph Heinrich von Seydewitz (* 26. Oktober 1748 in Friedrichsort bei Kiel; † 1. Februar 1824 in Ludwigslust) war ein deutscher Offizier in dänischen Diensten und mecklenburgischer Hofbaumeister.

## Leben
Nach einer Offizierslaufbahn als Artillerie-Hauptmann war von Seydewitz 1787 als Bauconducteur zuvor beim Landbaumeister Carl Friedrich Bentschneider im Kammerkollegium des Geheimen Staatsministeriums in Schwerin tätig.
Im Dienst des Herzogs Friedrich Franz I. von Mecklenburg wurde er 1796 zum Nachfolger von Johann Joachim Busch in Ludwigslust berufen. An der Spitze des Hofbauamtes war von Seydewitz in Ludwigslust nicht die Persönlichkeit von allzu großer, ideenreicher Schaffenskraft und städtebaulicher Tätigkeit, gemessen an seinem Vorgänger Busch. Immerhin legt noch heute ein größeres Bauwerk Zeugnis von seiner Tätigkeit in der damaligen Residenz Ludwigslust ab. Es ist die katholische Kirche, ein Backsteinsakralbau in der romantischen  Neugotik der Zeit um 1800, deren Bau während der Franzosenzeit mehrere Jahre stillstand. Bei der Einweihung am 30. November 1809 war von Seydewitz nicht mehr im Amt.
Er wurde 1808 mit voller Pension beurlaubt, und bereits am 21. Februar 1809 hatte Johann Georg Barca seine Stelle als Hofbaumeister übernommen. Seydewitz widmete sich nun topographischen Höhenmessungen, die erstmals im Staatskalender für Mecklenburg-Schwerin von 1817 veröffentlicht wurden.
Seydewitz' Söhne sind der dänische Offizier und Maler Carl Christian von Seydewitz (1777–1857) und der dänische Offizier und Malerdilettant Hans Joachim von Seydewitz († 1842).

## Bauten

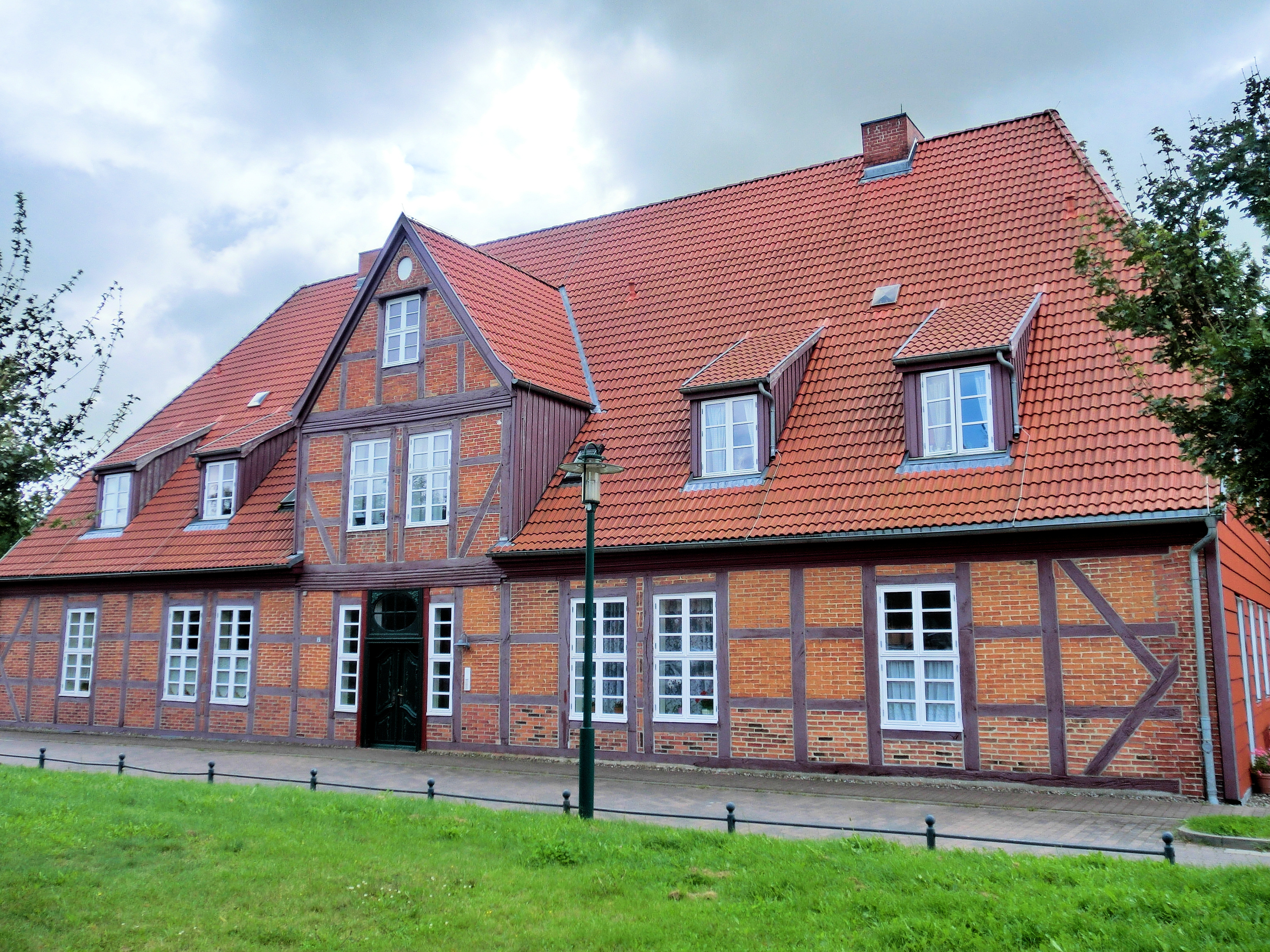
Kammerhof in Doberan

- zwischen 1780 und 1801 Bauten in Bad Doberan, darunter der Kammerhof (1783–86) als Vorläufer der Doberaner Bürgerhäuser, deren Formensprache von seinem in Doberan tätigen Nachfolger Carl Theodor Severin aufgegriffen wurde
- 1789–1792 Um- und Erweiterungsbauten für die Universität Rostock
- 1791–1793 Jagdschloss Friedrichsmoor als dreiflügeliger Fachwerkbau
- 1793 Amtshaus im Klostergarten von Bad Doberan, 1796 das dortige Logierhaus (späteres Kurhaus, heute Hotel) sowie 1795/96 das Alte Badehaus (heute Haus Mecklenburg) im ersten deutschen Seebad Heiligendamm
- 1801 herzogliches Waschhaus in Ludwigslust
- 1803–1809 Katholische Kirche St. Helena und Andreas in Ludwigslust